# Tracey Emin
Pour les articles homonymes, voir Emin.
Tracey Emin (née le 3 juillet 1963 à Croydon) est une artiste britannique d'origine chypriote turque faisant partie du groupe des Young British Artists.
Elle s'est fait connaître du public britannique par deux scandales médiatiques : un esclandre sur le plateau d'une émission culturelle de Channel 4 alors qu'elle était totalement ivre et son installation de 1999 pour le prix Turner, My Bed, composée de son propre lit défait ainsi que de préservatifs usagés et de sous-vêtements tachés de sang. Emin utilise différentes formes d'expression comme la couture et la sculpture, le dessin, la vidéo et les installations, la photographie et la peinture.

## Biographie

### Jeunesse
Née à Croydon, Tracey Emin grandit à Margate. Elle a un frère jumeau. Son père, chypriote turc, était marié à deux femmes et partageait son temps entre deux familles. Vers l'âge de 13 ans, elle est victime d'un viol.

### Formation
Elle suit une formation artistique au Goldsmiths, University of London chez Michael Craig-Martin.

### Parcours artistique
En 1994 a lieu la première exposition personnelle de Tracey Emin, à la White Cube Gallery à Londres, intitulée « My Major Retrospective ». Elle y expose des photographies personnelles, des photos de ses premières peintures qu'elle a détruites…
Everyone I Have Ever Slept With 1963–1995
En 1995 elle réalise une de ses œuvres les plus célèbres, Everyone I Have Ever Slept With 1963–1995, une tente bleue sur laquelle sont cousus les noms de toutes les personnes avec lesquelles elle a dormi, des petits amis, des membres de sa famille avec lesquels elle a dormi étant enfant et ses deux enfants avortés. L'ambiguïté du titre pousse certains à taxer l'œuvre d'exhibition de la vie sexuelle de l'artiste, mais il s'agirait plutôt d'une œuvre intime au sens large.[réf. nécessaire] L'œuvre est achetée par Charles Saatchi et exposée à la Royal Academy de Londres en 1997. Elle est détruite dans l'incendie du dépôt de Momart appartenant à Saatchi en 2004.
Le tissu et la couture prennent une part importante dans son travail ; elle découpé souvent dans des tissus des lettres qu'elle coud sur un autre matériau. Elle a notamment voyagé à travers les États-Unis avec le fauteuil de sa grand-mère, There's A Lot Of Money In Chairs (1994), sur lequel elle a cousu son nom et celui de son frère, le nom des villes où elle s'est arrêtée et a fait des lectures publiques de son livre Exploration Of The Soul.
Exorcism of the Last Painting I Ever Made 
Suivant l'exemple de Joseph Beuys qui avait exécuté en 1974 une performance intitulée I like America and America likes Me pendant laquelle il a vécu pendant sept jours dans une galerie avec un coyote sauvage comme un acte symbolique de réconciliation avec la nature, Tracey Emin réalise en 1996 une performance, Exorcism of the Last Painting I Ever Made, au cours de laquelle elle passe quatorze jours dans une pièce fermée d'une galerie, avec uniquement un grand nombre de toiles vides et du matériel d'artiste, dans le but de se réconcilier avec la peinture. Visible à travers une série d'objectifs grand-angle encastrés dans les murs, elle peut être observée, complètement nue, secouant les démons en peinture. Commençant par créer des images qui ressemblent aux artistes qu’elle admire réellement (Egon Schiele, Edvard Munch, Yves Klein), de sa session de deux semaines d'art-thérapie a résulté un nombre d’images autobiographiques, ce qui a permis de découvrir un style qui lui est propre. La pièce a été extraite dans son intégralité et existe maintenant sous forme d'installation.
Bien que ses œuvres lui ont donné une certaine notoriété dans le milieu de l'art, elle est inconnue du public jusqu'à son apparition, en 1997, dans une émission de télévision sur Channel 4 à propos du prix Turner, durant laquelle, ivre, elle injurie les invités.
My Bed
En 1999, nommée pour le prix Turner, elle expose My Bed à la Tate Gallery. Il s'agit de son lit aux draps souillés entouré de préservatifs usagés, de paquets de cigarettes, d'une culotte tachée de sang menstruel… Le lit est présenté tel qu'elle l'a laissé après y être resté plusieurs jours alors qu'elle était déprimée et pensait au suicide à cause de ses problèmes de couple. Le lit auquel il ne faut pas toucher. L'œuvre est vendue aux enchères en juillet 2014 chez Christie's, à Londres, pour 2,2 millions de livres (2,8 millions d'euros), par le collectionneur Charles Saatchi, qui l'avait acheté pour 180 000 euros en 2000.
En juillet 1999, elle expose une série de monotypes inspirés de la vie de la princesse Diana à la Blue Gallery, dans une exposition intitulée « Temple of Diana ». Par ailleurs, Tracey Emin a produit un nombre important de monotypes, souvent biographiques, à propos de ses avortements ou la mettant en scène dans des situations personnelles ou intimes. Ces dessins, exécutés très rapidement, comprennent souvent du texte, parfois raturé ou mal orthographié, très spontané, qui exprime sa pensée à l'instant où elle écrit.
Pour l'exposition tenue pour le prix Turner, elle choisit de présenter parmi ses œuvres six petites aquarelles intitulées Berlin The Last Week in April 1998. Il s'agit de peintures d'après des clichés au Polaroïd pris d'elle-même dans son bain à Berlin cette même année. D'après Simon Wilson, porte-parole de la Tate Gallery, elle aurait inclus ces peintures pour répondre aux accusations disant qu'il n'y a plus de peinture dans les expositions du prix Turner.
La pratique de la peinture de Tracey Emin est variée et a évolué au fil du temps. Dans les années 1980, influencée par son compagnon de l'époque, l'artiste Billy Childish, elle peint dans un style proche de l'expressionnisme, et cite souvent Edvard Munch et Egon Schiele comme influences majeures. Elle peint principalement des autoportraits, souvent des peintures représentant son anatomie intime comme Purple Virgin (2004), Asleep Alone With Legs Open (2005) ou Masturbating (2006). Elle se retrouve par la suite en conflit avec Billy Childish, notamment à propos du stuckisme.
En 2007, elle est choisie pour représenter la Grande-Bretagne à la Biennale de Venise où elle expose notamment des peintures sur toile de grand format représentant ses jambes et son vagin, une série d'aquarelles intitulée The Purple Virgins, ainsi que la série des aquarelles, datant de 1990, qu'elle a faite de son avortement, exposées pour la première fois.
La première rétrospective importante de son œuvre a eu lieu à la Scottish National Gallery of Modern Art d'Edimbourg, d'août à novembre 2008, visitée par plus de 40 000 spectateurs, battant le record du musée pour un artiste vivant. On pouvait y voir un grand nombre d'œuvres rarement exposées, de ses débuts aux plus connues, des couvertures cousues, des peintures, sculptures, films, néons, dessins et monotypes.

## Honneurs, reconnaissance
Le 27 mars 2007, Tracey Emin est élue académicienne royale par la Royal Academy of Arts de Londres.
En février 2013, elle a été nommée l'une des 100 femmes les plus puissantes du Royaume-Uni par Woman's Hour sur BBC Radio 4.

## Art féministe
Tracey Emin est l'une des deux seules femmes professeurs nommées à la Royal Academy of Arts de Londres depuis sa fondation en 1768.

En réponse à la question « La société valorise-t-elle suffisamment les femmes artistes », elle répond : 

« Non, bien sûr que non. Mais ça change lentement. On a probablement besoin de 200 ans de plus. »

Dans une interview accordée à Schirn Kunsthalle Frankfurt, elle déclare qu'elle est féministe, mais pas une artiste féministe.
Tracey Emin parle du sexisme du point de vue de la femme victime. En racontant des souvenirs aussi déchirés et torturés, elle utilise la vulnérabilité pour raconter non seulement ses propres luttes, mais aussi les luttes auxquelles de nombreuses femmes peuvent être confrontées.

### Biographies
- (en) Tate Magazine numéro 1, article de Melanie McGrath
- (en) Tracey Emin dans la Tate Collection
- (en) "Tracey Emin Biography", European Graduate School
- (en) « Tracey Emin: My Life In A Column » sur Independent.co.uk